# San Pedro Jocopilas
San Pedro Jocopilas – miasto w środkowo-zachodniej Gwatemali, w górach Sierra Madre de Chiapas w departamencie El Quiché, leżące w odległości 8,5 km na północ od stolicy departamentu Santa Cruz del Quiché. Według danych szacunkowych w 2012 roku liczba ludności miasta wyniosła tylko 1326 mieszkańców.
Jest siedzibą władz gminy o tej samej nazwie, która w 2012 roku liczyła 29 034 mieszkańców. Gmina w porównaniu do innych w departamencie jest duża, a jej powierzchnia obejmuje 578 km².